# Bettenhoven
Bettenhoven (Frans: Bettincourt) is een dorp in de Belgische provincie Luik en een deelgemeente van de stad Borgworm. Het was een zelfstandige gemeente tot het bij de fusie van 1971 toegevoegd werd aan de gemeente Borgworm.
Bettenhoven ligt op 2 kilometer ten noordwesten van de stadskern van Borgworm aan de taalgrens. De bewoning situeert zich voornamelijk in de dichtbebouwde dorpskom, die tussen de weg van Borgworm naar Gingelom en de autosnelweg A3/E40 ligt. Ten noorden van de dorpskom is Bettenhoven nog volledig agrarisch met akkerbouw- en veeteeltbedrijven.

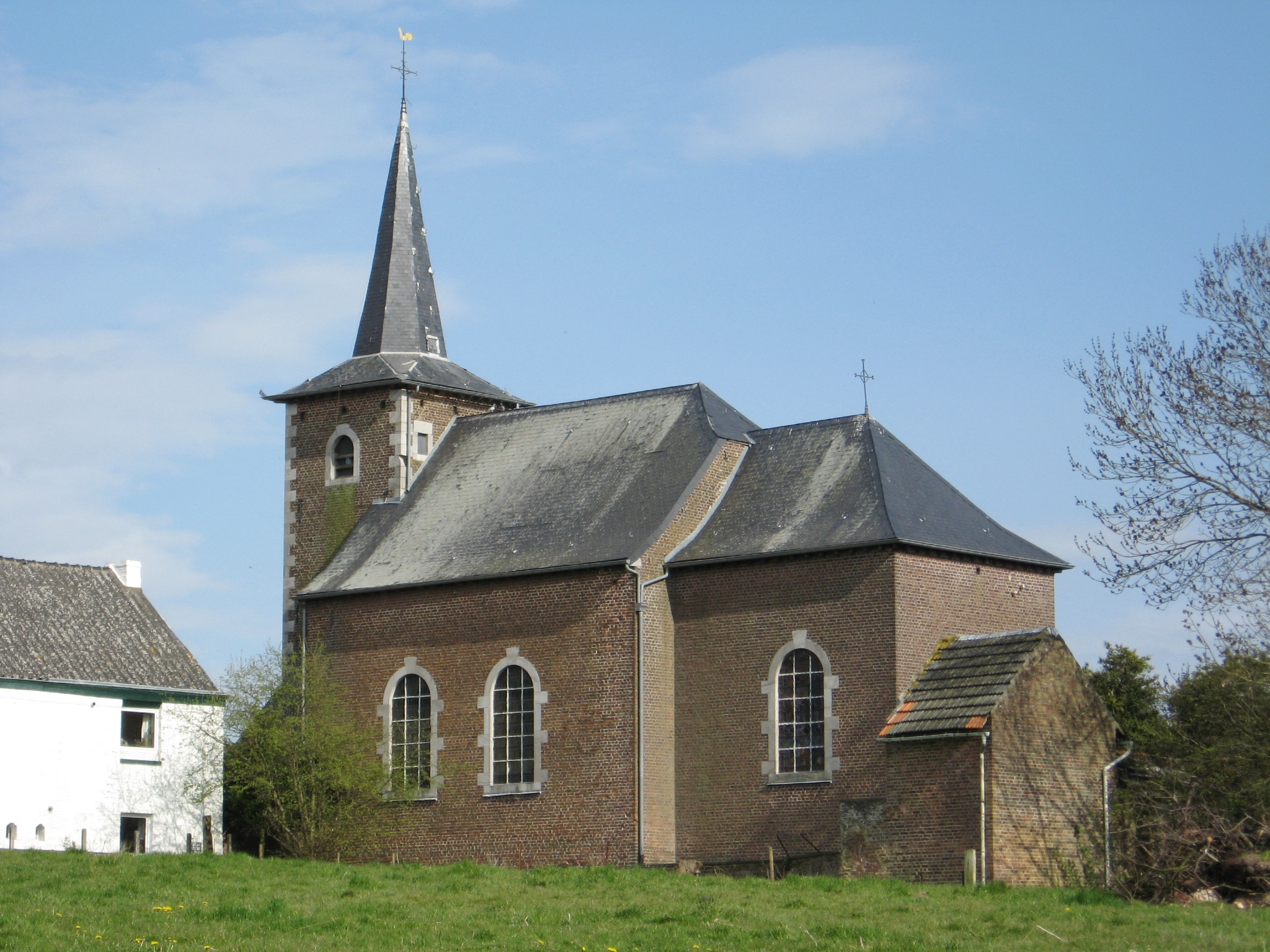
De Sint-Lambertuskerk

## Geschiedenis
Bettenhoven was bestuurlijk steeds afhankelijk van Borgworm totdat het op het einde van de 17de eeuw een eigen heerlijkheid werd. Op kerkelijk gebied was Bettenhoven reeds vroeg een parochie waarvan ook de dorpen Berloz en Korworm deel uitmaakten. Reeds in 1314 werd er een kerk vermeld te Bettenhoven.
De componist Ludwig van Beethoven heeft zijn naam te danken aan Bettenhoven. Uit Bettenhoven kwamen de eerst geregistreerde voorouders van Beethoven, een zekere Jan van Bettehoven (ca.1485-1571).

## Bezienswaardigheden
- De Sint-Lambertuskerk (Église Saint-Lambert) is gebouwd in Lodewijk XV-stijl en dateert van 1771.
- Buiten het dorp ligt een kruispunt (Aux Quatre Fermes) waaraan vier boerderijen uit de 18de en de 19de eeuw gelegen zijn.

## Natuur en landschap
Bettincourt ligt aan de Grande Bek. De hoogte aan de kerk bedraagt 124 meter.

## Demografische ontwikkeling
- Bronnen:NIS, Opm:1831 tot en met 1961=volkstellingen

## Geboren te Bettenhoven
- Guy Coëme, politicus

## Nabijgelegen kernen
Corswarem, Hasselbroek, Rukkelingen-Loon, Oleye, Waremme
Deelgemeenten: Bettenhoven · Borgworm · Bleret · Bovenistier · Grand-Axhe · Lantremange · Liek

Overige kernen: Hartenge · Longchamps · Mouhin · Petit-Axhe

Belgische gemeenten · arrondissement Borgworm · provincie Luik · Wallonië